# Mauveína

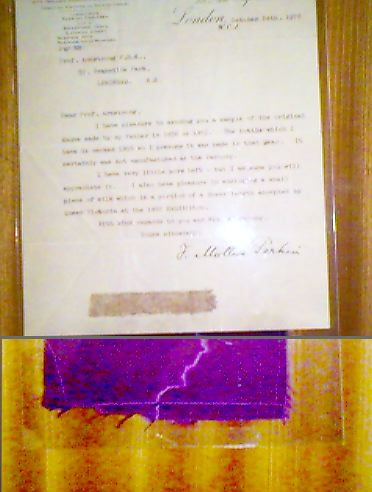
Carta del hijo de Perkin, con una muestra de seda teñida de mauveína.

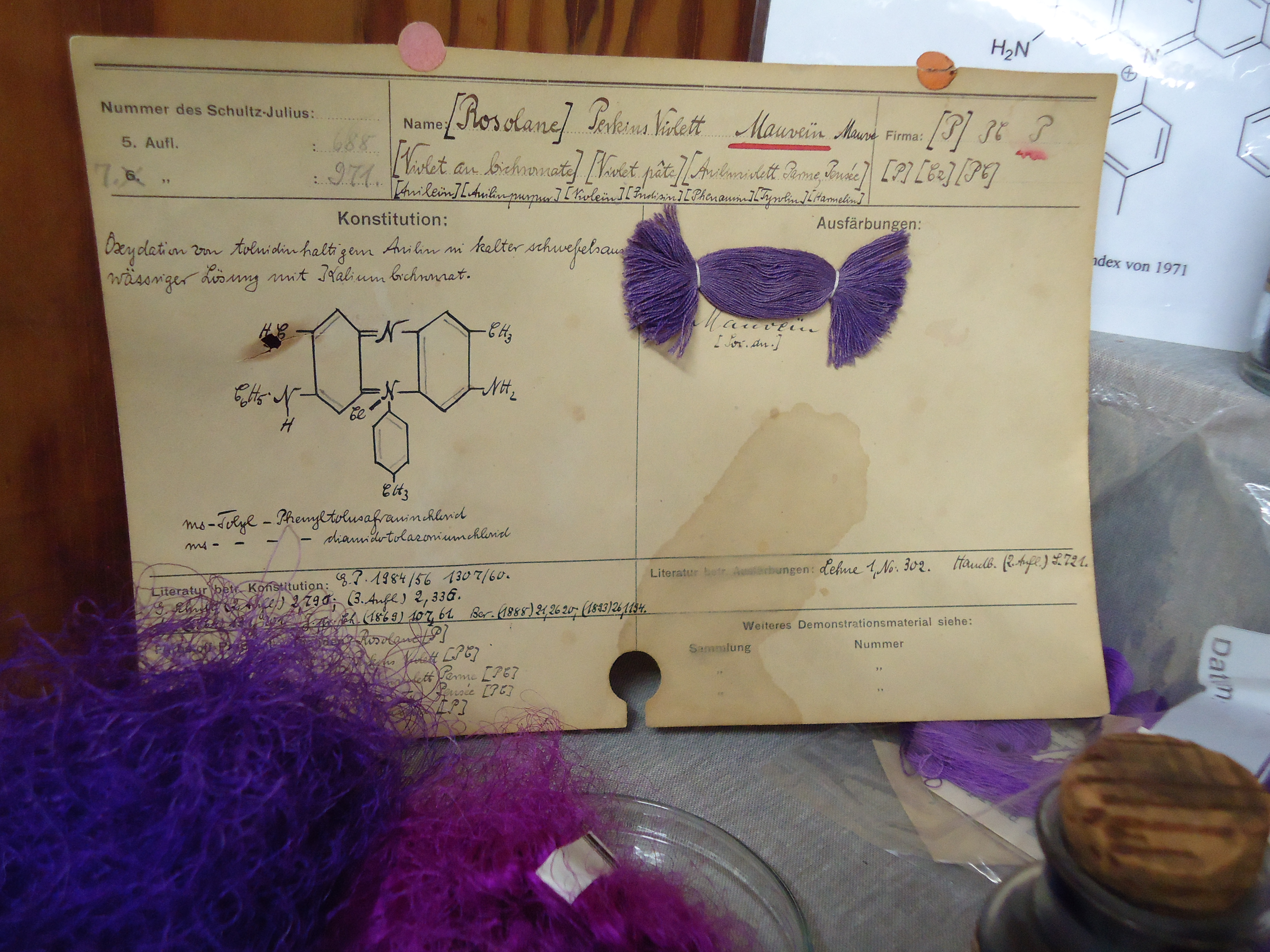
Mauveína en la colección histórica de tintes de la TU, Dresde.

La mauveína o malveína (del inglés ‘mauveine’), también conocida como púrpura de Perkin, malva o anilina morada fue el primer colorante químico orgánico sintético.
El químico inglés William Henry Perkin, discípulo de August Wilhelm von Hofmann, descubrió fortuitamente en 1856 un tinte con una tonalidad púrpura (malva) y ante este éxito, lo patentó ese mismo año como púrpura de anilina, cuando sólo tenía 18 años. También se encuentra entre los primeros tintes que se produjeron en masa, dando lugar al nacimiento de los colorantes sintéticos, cuando se descubrieron otros tintes como el magenta, desde 1859, denominado fucsina.

## Química
La mauveína es una mezcla de cuatro compuestos aromáticos relacionados que difieren en el número y la ubicación de los grupos metilo. Su síntesis orgánica implica disolver anilina, p-toluidina y o-toluidina en ácido sulfúrico y agua en una proporción aproximada de 1:1:2, y luego agregar dicromato de potasio.
La mauveína A (C26H23N4+X−) incorpora 2 moléculas de anilina, una de p-toluidina y una de o-toluidina. La mauveína B (C27H25N4+X−) incorpora una molécula de anilina, otra de p-toluidina y dos de o-toluidina. En 1879, Perkin mostró que la mauveína B está conectada con las  safraninas por la pérdida reductora/oxidativa/ del grupo p-tolueno. De hecho, la safranina es una sal de 2,8-dimetil fenazinium, mientras que la parasafranina producida por Perkin se supone fuese el isómero de 1,8-(o 2,9) dimetilo. 
La estructura molecular de la mauveína ha sido difícil de determinar, siendo finalmente identificada en 1994, más de un siglo después de su descubrimiento. En 2007, se aislaron e identificaron dos más: la mauveína B2, un isómero de la mauveína B con metilo en diferente grupo arilo, y la mauveína C, que tiene un grupo p-metilo más que la mauveína A.

Fórmula esqueletal de la mauveína A
Fórmula esqueletal de la mauveína B
Fórmula esqueletal de la mauveína B2
Fórmula esqueletal de la mauveína C